# Pomander

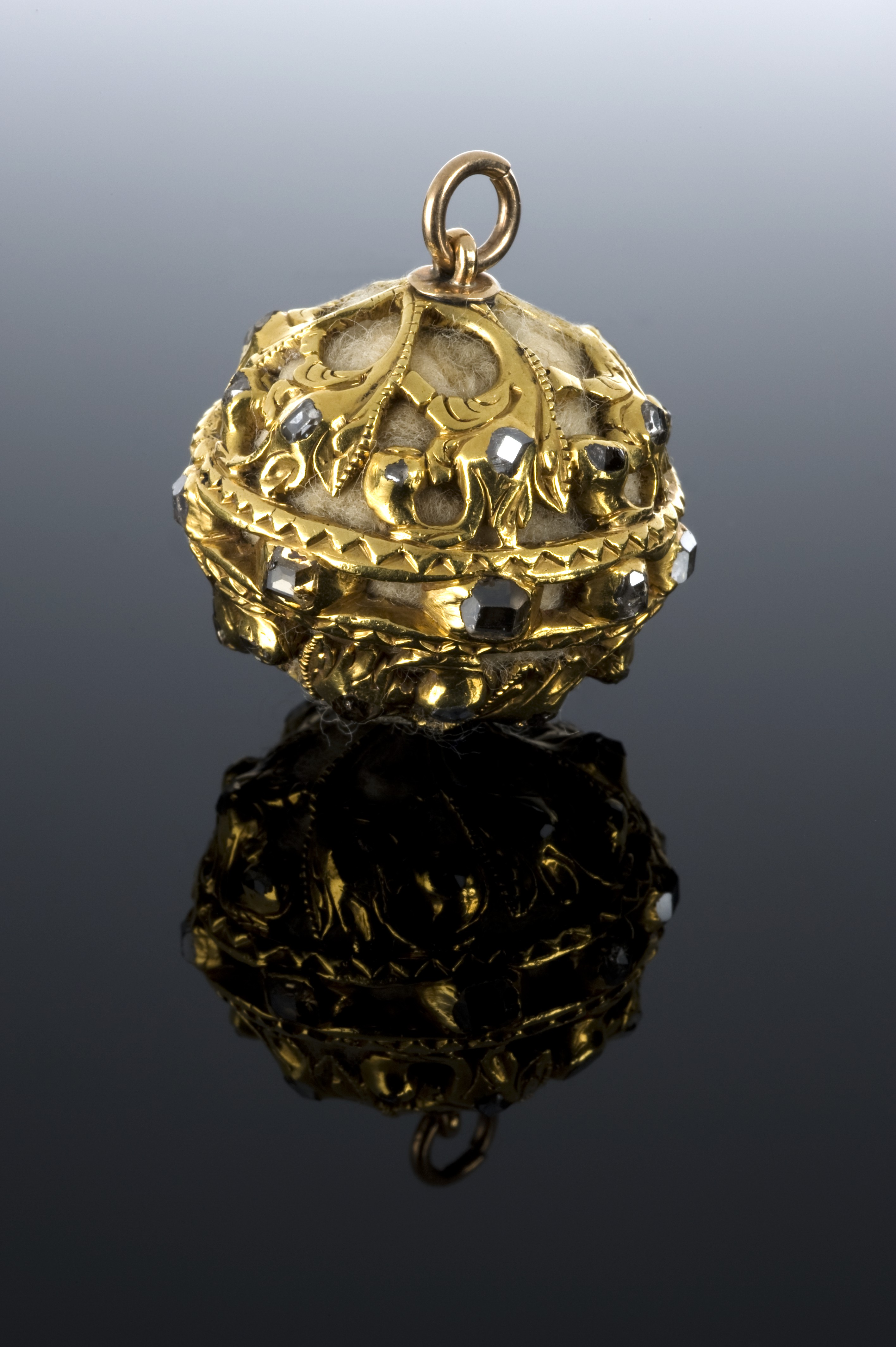
En pomander.

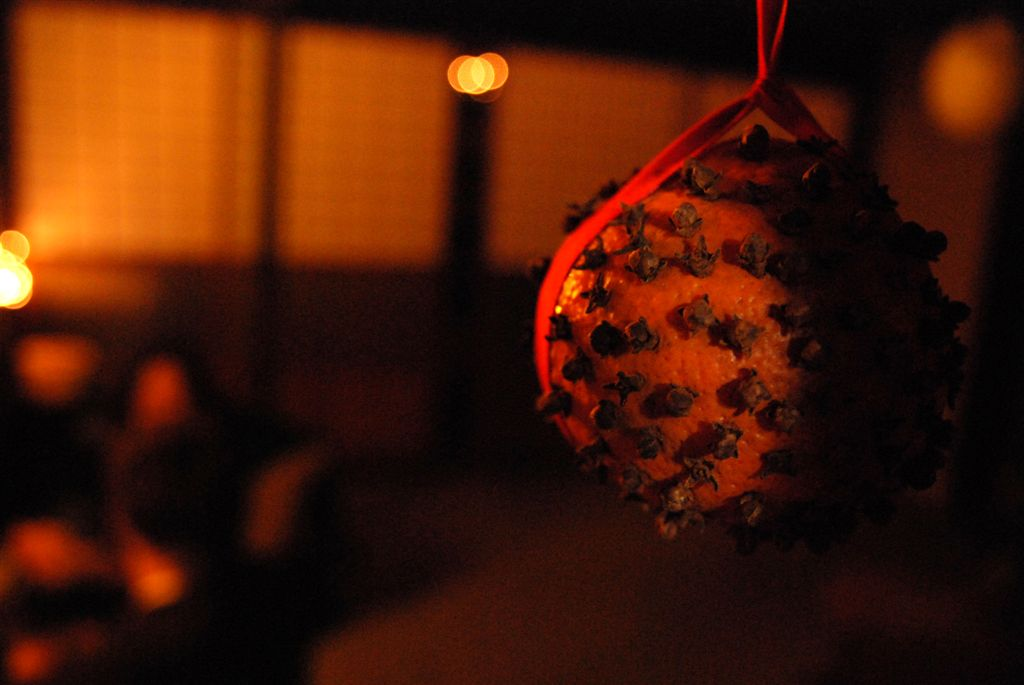
Julapelsin, även kallad apelsinpomander.

Pomander är en behållare för något väldoftande, såsom ambra eller en svamp indränkt med parfym. 2000-talets pomander kan istället innehålla torkade blommor.
Pomandern kom enligt Nationalencyklopedin till under 1400-talet och var då klotformad, men ersattes under senare århundraden med icke klotformade luktdosor, som förekom fram till 1800-talet. Luktdosan kunde ställas på bordet eller bäras runt halsen. Förutom att den kunde dofta gott antogs den skydda mot infektioner.
En vanligt förekommande pomander är apelsinpomandern eller julapelsinen, en doftande dekoration bestående av en apelsin dekorerad med torkade kryddnejlikor, som kan hängas upp i ett rött sidenband i dörröppning, i fönster eller i julgranen vid jul. Den kan även läggas i en skål med andra frukter. Efter julen kan man hänga in den i en garderob. Apelsinen skrumpnar men pomandern fortsätter sprida sin doft i ett halvår. Det går även att använda andra citrusfrukter.
Traditionen med apelsinpomandern kommer från England eller USA, medan ordet pomander härleds till fornfranska pomme d'ambre som betyder ambraäpple.